# Шеффилд, Фредерик
Фредерик «Фред» Шеффилд (англ. Frederick "Fred" Sheffield; 26 февраля 1902, Нью-Йорк, Нью-Йорк — 8 мая 1971, Уилтон) — американский гребец, выступавший за сборную США по академической гребле в середине 1920-х годов. Чемпион летних Олимпийских игр в Париже в зачёте восьмёрок, победитель и призёр многих студенческих регат. Также известен как юрист, общественный деятель, филантроп.

## Биография
Фредерик Шеффилд родился 26 февраля 1902 года в Нью-Йорке, США.
Занимался академической греблей во время учёбы в Йельском университете в Нью-Хейвене, состоял в местной гребной команде «Йель Булдогс», неоднократно принимал участие в различных студенческих регатах.
Наивысшего успеха в гребле на международном уровне добился в сезоне 1924 года, когда вошёл в основной состав американской национальной сборной и благодаря череде удачных выступлений удостоился права защищать честь страны на летних Олимпийских играх в Париже. В распашных восьмёрках с рулевым благополучно преодолел полуфинальную стадию и в решающем финальном заезде обошёл всех своих соперников, в том числе более чем на 15 секунд опередил ближайших преследователей из Канады — тем самым завоевал золотую олимпийскую медаль.
Окончив основной курс университета в 1924 году, затем поступил в Йельскую школу права, которую окончил в 1927 году.
Впоследствии работал в юридической сфере, стал достаточно известным корпоративным адвокатом в Нью-Йорке и партнёром в своей собственной юридической компании.
Проявил себя как общественный деятель и филантроп, был комиссаром на Всемирной выставке 1940 года в Нью-Йорке.
В 1966—1971 годах занимал должность председателя совета директоров меценатского фонда «Корпорация Карнеги в Нью-Йорке».
Умер 8 мая 1971 года в Уилтоне, штат Коннектикут, в возрасте 69 лет.